# Хакасская кухня
Хакасская кухня — национальная кухня хакасов, коренного народа Южной Сибири.
Кухня хакасского народа отличается самобытностью и сохраняет вековые традиции. Как и у других тюркских и сибирских народов, в кухне хакасов преобладают блюда из мясных, зерновых и молочных продуктов, но также используются овощи и дикорастущие растения. С наступлением холодов основным продуктом становится мясо домашнего скота, птицы, а также рыба и дичь. На зиму мясо заготавливают заранее, чтобы обеспечить себя провиантом в морозное время года. Сегодня хакасская кухня по-прежнему передаёт из поколения в поколение ценные рецепты и обычаи приготовления ключевых блюд. Важной частью любого торжества остаётся богато сервированный стол с традиционными угощениями. Помимо высокой питательности, многие национальные кушанья обладают оздоровительными качествами и снабжают организм необходимыми веществами, что особенно важно для жизни в суровом сибирском климате.

## Традиционные блюда
- Потхы — каша из сметаны, сваренной с мукой.
- Талган — молотый обжаренный ячмень, основа для супов, каш, сладостей и других блюд.
- Угре — мясной суп с ячменной или перловой крупой, луком, солёной черемшой, сушёным творогом или кислой сметаной.
- Мюн — прозрачный бульон из баранины, говядины или конины.
- Хыйма — колбаса из конины с добавлением внутреннего сала, с луком и перцем.
- Орамыс — блюдо из бараньих тонких кишок, которые тщательно вычищаются, заплетаются в косичку и отвариваются.
- Коптиргес — праздничные пирожки из кедровых орехов[3].

В качестве напитков используются айран, хыдат чайы (китайский плиточный чай) и различные травяные чаи.